# John Taverner (präst)
John Taverner, född 1584, död mellan den 26 och 29 augusti 1638, var en engelsk präst, andre sonen till Peter Taverner, som andre son till Richard Taverner.
Peter Taverner slog sin ned i Hexton, Hertfordshire före sonen Johns födelse.  John Taverner fick sin första utbildning vid Westminster School och bedrev sedan studier vid Trinity College, Cambridge, där han skrevs in i matrikeln omkring 1597. Han blev Bachelor of Arts 1602 och därefter Master of Arts 1605. Han gick vidare till universitetet i Oxford den 10 mars 1606
Mellan 1611 och 1621 var han sekreterare i nio år till John King, biskop av London. Han var även professor i musik vid Gresham College från 1610 till 1638. 
Han vigdes till diakon i London den 24 december 1620 och till präst den 13 mars 1625.  1624 blev han kyrkoherde (vicar) i Tillingham, Essex, men lämnade den tjänsten 1629 för att i stället erhålla den i Hexton och den som rector i Stoke Newington. Dessa båda pastorat innehade han vid tiden för sin död. Han begravdes i Stoke Newington.